# 卡文迪什 (愛達荷州)
卡文迪什（英語：Cavendish）是位於美國愛達荷州清水縣的一個非建制地區。

## 地理
卡文迪什的座標為46°33′07″N 116°26′03″W / 46.55194°N 116.43417°W，而該地的平均海拔高度為903米（即2963英尺）。